# Ramón Torras
Ramón Torras i Figueras (Barcellona, 22 dicembre 1942 – El Vendrell, 30 maggio 1965) è stato un pilota motociclistico spagnolo di etnia catalana.

## Biografia
Ramón Torras era il più giovane di quattro fratelli. Trascorse i primi anni tra un asilo delle Suore Cappuccine della Madre del Divin Pastore e un collegio della Maristi a Sabadell, nella Vallès Occidental, dove viveva con la sua famiglia fin dall'infanzia. Già in giovane età era attratto dalla meccanica e dalle motociclette in particolare, e trovò lavoro in un'officina di proprietà di John Sobrepera. Soprannominato Tiger (Tigre), Sobrepera era un pilota esperto, specializzato in cronoscalate e nelle gare di endurance.

## Carriera

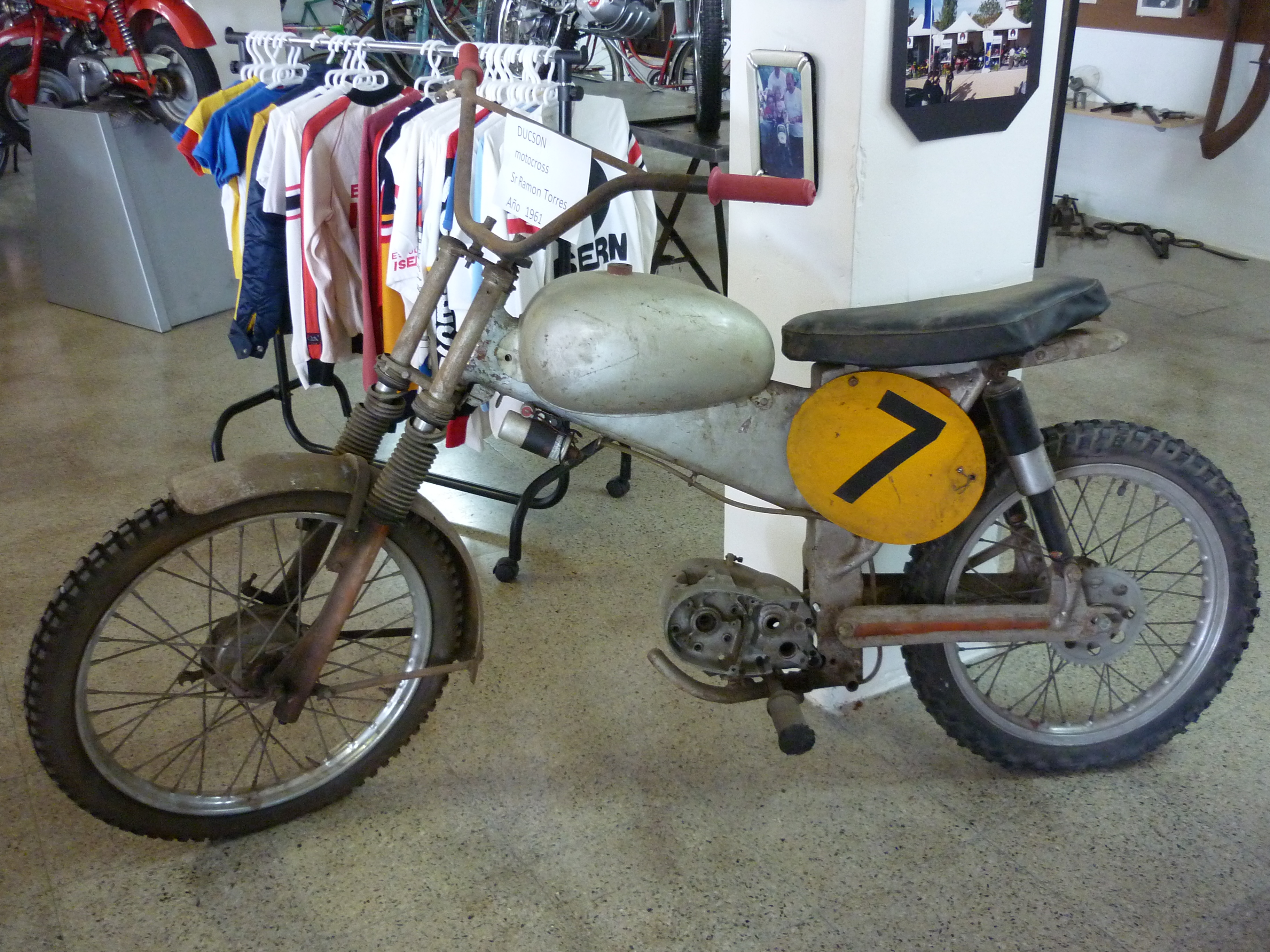
Una Ducson 75 cm³ con la quale Torras prese parte a diverse gare di motocross nel 1961

Nel giugno 1960, all'età di 16 anni, Torras corse e vinse la sua prima gara, una corsa di motocross disputata a Sabadell. Nel 1961 con l'aiuto di Sobrepera debutta nelle gare di velocità, dimostrando ben presto le sue qualità e diventando uno dei migliori piloti della Bultaco, tanto da firmare un contratto col patron della casa spagnola, Francesc Xavier Bultó.
Nello stesso anno, già pilota ufficiale Bultaco, Torras vinse quattro gare nel campionato nazionale, il Campionat d'Espanya de Motociclisme de Velocitat. Nel 1962 divenne già campione spagnolo nella classe 125, sia nella Sport che nella  Competició, e vinse la sua prima gara internazionale sul circuito di Snetterton, sempre nella classe 125. Il 1962 vide il suo debutto nel motomondiale al Gran Premio delle Nazioni, dove fu costretto al ritiro per un incidente. Nel 1963 vinse diverse gare nel campionato spagnolo, inoltre sempre in classe 125 ottenne la vittoria in una gara corsa a Modena, la prima per la Bultaco TSS. Corse nuovamente al Gran Premio delle Nazioni, dove però cadde mentre era 3º, procurandosi lievi lesioni. Sul circuito occitano di Pau ebbe poi il primo grave incidentem che lo costrinse a lasciare le competizioni per cinque mesi. Nel 1964 conquistò 4 titoli nazionali, 2 nella classe 125 e gli altri nella classe 175 e nella classe 250. A livello internazionale, dopo essere arrivato 2º a Monza in 125, vinse nella 250 sia ad Albi che a Pau, dove prese parte anche alla 125 giungendo 2º. Dopo essere giunto 3º a Cesenatico, vinse a San Remo nella 250, e sempre a San Remo giunse 3º in 125.

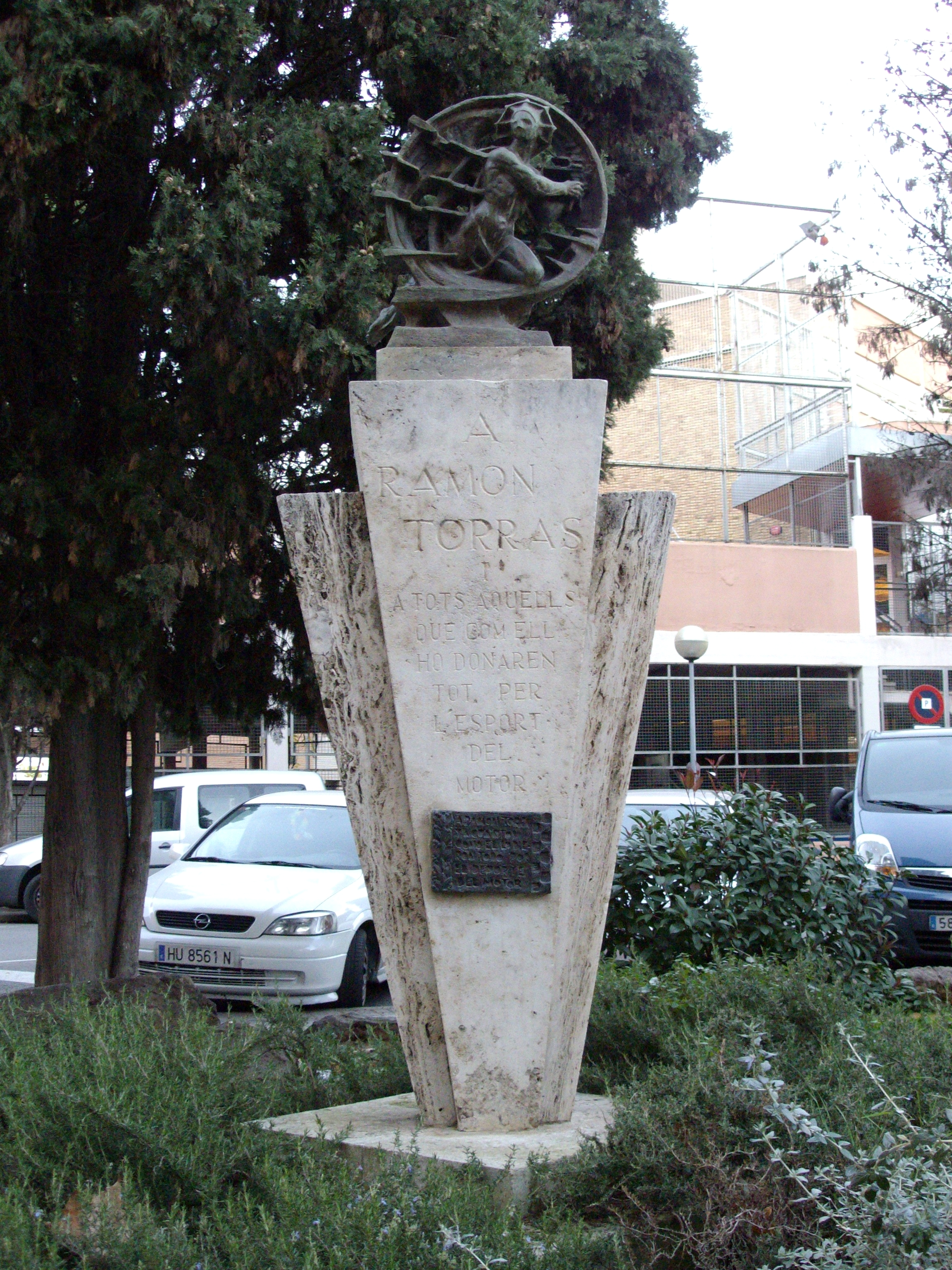
Monumento in memoria di Ramón Torras a Sabadell, città dove viveva con la famiglia e dove fu sepolto. Opera dello scultore spagnolo Luis Ortega Bru, è stato edificato il 27 aprile 1974 grazie ai soldi raccolti dai lettori della rivista Motociclismo

A fine anno Torras giunse 6º al Gran Premio dell'Ulster. Nella sua prima stagione completa a livello europeo riuscì a conquistare l'ammirazione del pubblico come degli avversari. I piloti ufficiali di Honda, Ducati, Mondial e Suzuki non riuscivano a credere che Torras, in sella ad una Bultaco TSS, riuscisse così facilmente a stare loro davanti. In Italia, in particolare, Torras era acclamato al pari di altri campioni locali, quali Walter Villa e Bruno Spaggiari. A soli vent'anni, con appena una mezza dozzina di gare disputate all'estero, divenne il pilota più ambito del Continental Circus e cominciò a ricevere proposte da numerose case: Honda e MV Agusta lo volevano nella loro squadra ufficiale, la tedesca Kreidler lo voleva alla guida della sua 50 cm³ mentre la Benelli lo contattò per proporgli una prova segreta. Il contratto di Torras con la Bultaco sarebbe però scaduto solo l'anno successivo. Nel 1965 giunse 2º a Cervia e a Imola. Nel campionato mondiale prese parte sia alla classe 125 che alla 250. Al Gran Premio di Germania, corso sul Nürburgring Südschleife, giunse 3º in entrambe le categorie. Al successivo Gran Premio di Spagna, che si corse sul Circuito del Montjuïc, si ritirò nella 125 ma ottenne il 2º posto nella 250, che rimane il suo miglior risultato nel mondiale.

### La morte
Il 30 maggio 1965 Torras era a Coma-ruga, quartiere di El Vendrell, per prendere parte al Trofeo Brisamar.
Torras era presente solo per testare la moto in preparazione al Tourist Trophy. Il circuito cittadino era un triangolo, con i tre rettilinei formati dalle strade più larghe del quartiere. L'asfalto delle strade era in pessime condizioni. La prima gara della giornata, la 125, si sarebbe svolta sotto la pioggia. Alla corsa presero parte 5 piloti: Maurici Aschl, Enric Escuder, José Medrano, Salvador Cañellas e lo stesso Torras. Al via Torras partì male, e gli altri piloti riuscirono a distanziarlo. Il catalano si lanciò allora all'inseguimento, ma cadde una prima volta. Rialzatosi e rientrato in gara ancora in ultima posizione, tentò una nuova rimonta. Raggiunti e superati uno per uno gli avversari, si riportò in prima posizione, ma a pochi giri dalla fine ebbe il secondo incidente, che gli fu fatale. Ramón Torras fu preso in cura dal dottor Ignasi Ribas Noguer, presidente della Federació Catalana de Motociclisme, nella vicina clinica Banco Hispano Americano (a poche centinaia di metri dal luogo dell'incidente). La diagnosi fu critica. Ramón Torras fu trasportato alla vicina clinica Monegal di Tarragona, dove si poté solo certificarne la morte.
Ramón Torras fu sepolto a Sabadell con tutti gli onori civici e sportivi.

## Risultati
| 1962 | Classe | Moto    |  |  |  |  |  |  |  |  |     |  |  |  |  | Punti | Pos. |
| ---- | ------ | ------- |  |  |  |  |  |  |  |  | --- |  |  |  |  | ----- | ---- |
| 1962 | 125    | Bultaco |  |  |  |  |  |  |  |  | Rit |  |  |  |  | 0     |      |

| 1963 | Classe | Moto    |  |  |  |  |  |  |  |  |  |     |  |  |  | Punti | Pos. |
| ---- | ------ | ------- |  |  |  |  |  |  |  |  |  | --- |  |  |  | ----- | ---- |
| 1963 | 125    | Bultaco |  |  |  |  |  |  |  |  |  | Rit |  |  |  | 0     |      |

| 1964 | Classe | Moto    |  |  |  |  |  |    |  |  |   |  |  |  |  | Punti | Pos. |
| ---- | ------ | ------- |  |  |  |  |  | -- |  |  | - |  |  |  |  | ----- | ---- |
| 1964 | 125    | Bultaco |  |  |  |  |  | NE |  |  | 6 |  |  |  |  | 1     | 24º  |

| 1965 | Classe | Moto    |  |   |     |  |  |  |    |  |  |  |  |  |  | Punti | Pos. |
| ---- | ------ | ------- |  | - | --- |  |  |  | -- |  |  |  |  |  |  | ----- | ---- |
| 1965 | 125    | Bultaco |  | 3 | Rit |  |  |  | NE |  |  |  |  |  |  | 4     | 15º  |

| 1965 | Classe | Moto    |  |   |   |  |  |  |  |  |  |  |  |  |  | Punti | Pos. |
| ---- | ------ | ------- |  | - | - |  |  |  |  |  |  |  |  |  |  | ----- | ---- |
| 1965 | 250    | Bultaco |  | 3 | 2 |  |  |  |  |  |  |  |  |  |  | 10    | 8º   |

| Legenda | 1º posto        | 2º posto            | 3º posto            | A punti      | Senza punti        | Grassetto – Pole position Corsivo – Giro più veloce |
| Legenda | Gara non valida | Non qual./Non part. | Ritirato/Non class. | Squalificato | '-' Dato non disp. | Grassetto – Pole position Corsivo – Giro più veloce |